# Kurpie

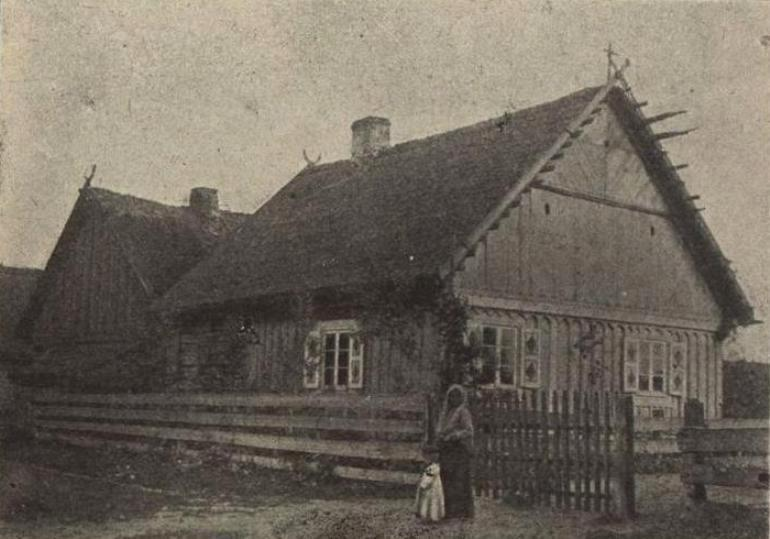
Chata kurpiowska

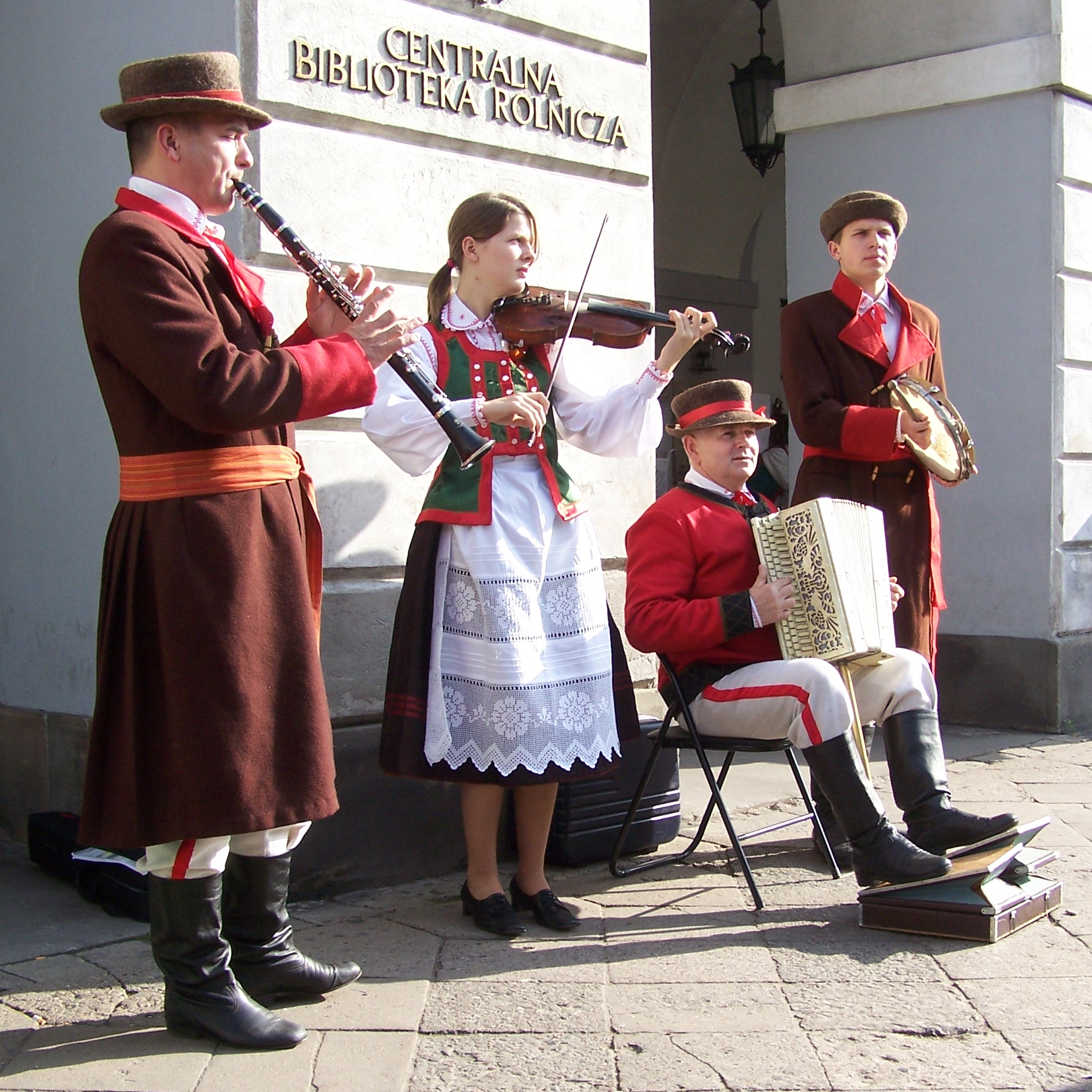
Kapela Kurpiowska z Kadzidła

Kurpie – grupa etnograficzna ludności polskiej, zamieszkująca tereny dwóch puszcz mazowieckich: Puszczy Zielonej (zwanej też: Puszczą Kurpiowską lub Zagajnicą) i Puszczy Białej, funkcjonująca również jako określenie regionu kurpiowskiego (inaczej: Kurpiowszczyzna). Granica oddzielająca obie puszcze dzieli region na Kurpie Zielone i Kurpie Białe.

## Nazwa
Nazwa Kurpie wywodzi się od noszonych przez miejscową ludność butów (kurpsi) wyrabianych z lipowego łyka, które były regionalną odmianą łapci. Henryk Dąbrowski, powołując się na relacje m.in. Stanisława Ceberka i Stanisława Sieruty, twierdził, że słowo kurpie pochodzi od gwarowego kura na określenie kory. Obuwie kurpie miało powstać z połączenia kory drzew (dębu, topoli, olszyny) i parcianych szmat, którymi okręcano stopy. Człon -psie miał pochodzić od piania koguta, zwanego w gwarze kurpiowskiej pśejakem. Nazwa butów miała się wywodzić od staropruskiego kurpi lub litewskiego kurpe oznaczającego but. Puszczy Zielonej w relacjach na temat oporu przeciwko Szwedom, a mieszkańców Puszczy Białej w przywilejach, które otrzymali od biskupów płockich. Ludwik Krzywicki zwrócił uwagę, że nazwa Kurp pojawia się w 1440 jako określenie ziemi nadanej rycerzowi Trojanowi ze Żmijewa. Założona przez niego wioska przyjęła nazwę od gruntu (Kurpie) i stała się gniazdem rodowym Kurpiewskich.
Słowo Kurpie na stałe zagościło w języku polskim w XIX wieku. W 1830 Kazimierz Władysław Wójcicki opublikował w czasopiśmie „Ziemomysł” artykuł pt. O Kurpiach. Cztery lata później wydał powieść pt. Kurpie. W II połowie XIX wieku słowo Kurpie używano na określenie mieszkańców puszczy i regionu. Chodziło zarówno o teren Puszczy Zielonej, jak i Białej. Ludwik Krzywicki zwrócił uwagę, że Kurpie Białe i Zielone różnią się między sobą zarówno dziejami swoimi, jak i dzisiejszym charakterem etnograficznym, aż do tego, że niekiedy za Kurpiów uważa się tylko dział północny, czyli Kurpiów Zielonych.
Funkcjonowało też przekonanie, że w hierarchii społecznej Kurp stał wyżej niż chłop, ponieważ nie odrabiał pańszczyzny. Ten mit leżał u podstaw kurpiowskiej tożsamości i dumy, jednak nie miał nic wspólnego z prawdą. Kurpie w Puszczy Zielonej odrabiali pańszczyznę (choć w wersji okrojonej w porównaniu z mieszkańcami innych regionów I Rzeczypospolitej), w Puszczy Białej byli czynszownikami biskupów płockich.
Region kurpiowski (albo i Puszczę Zieloną, i Białą, albo samą Puszczę Zieloną) nierzadko określa się słowem Kurpiowszczyzna. Współcześnie stanowi ono synonim określenia Kurpie. Pojawia się jako element tytułu publikacji oraz nazw zespołów regionalnych. Aleksandra Cieślikowa uważa, że słowo Kurpiowszczyzna powstało w celu zróżnicowania Kurpiów mieszkańców regionu od Kurpi jako teren, regionu. Argumentem na rzecz tej tezy jest podobieństwo słowotwórcze Kurpiowszczyzny do Kielecczyzny albo Białostocczyzny.
Pierwsze użycie słowa Kurpiowszczyzna Łukasz Gut odnalazł w rozprawie Kurpie Ludwika Krzywickiego, drukowanej na łamach „Biblioteki Warszawskiej” w 1892. Kolejne użycia słowa to okres międzywojenny, szczególnie lata 30. XX wieku. Pojęcia używali też badacze regionu, m.in. Adam Chętnik, ks. Władysław Skierkowski i Franciszek Piaścik. Określenie spopularyzowano po II wojnie światowej.

## Mieszkańcy
Błotniste ziemie i lasy nie sprzyjały osadnictwu rolniczemu, stąd pierwotnie główne źródło utrzymania dla Kurpiów stanowiła puszcza. Pierwsi osadnicy w Puszczy Zielonej pojawili się w XV wieku, wioski powstały sto lat później. Do puszczy napływała ludność ze wschodniego Mazowsza, szukając schronienia przed napadami, a także chłopi zbiegli przed pańszczyzną oraz inni ścigani przez prawo. Pierwsi mieszkańcy Kurpiowszczyzny zajmowali się rybołówstwem i myślistwem. W Rzeczypospolitej Obojga Narodów Kurpie słynęli ze swoich umiejętności strzeleckich.
Kurpie trudnili się również bartnictwem na podstawie królewskich przywilejów (prawo bartne, przywilej trwał do 1801 roku), wydobyciem oraz obróbką bursztynu, rzemiosłami drzewnymi i tkactwem. Pracowali też jako smolarze, węglarze i flisacy. Rozwój rolnictwa nastąpił w okresie XVII–XIX wieku. Osady kurpiowskie początkowo oddalone od siebie później, z wytrzebieniem lasów, zaczęły się skupiać w większe wioski. Kurpiowszczyznę w drugiej połowie XVIII wieku mogło zamieszkiwać około 12 000 ludzi.

## Kultura materialna i folklor
Naturalna bariera w postaci lasów i bagien, wymuszająca samowystarczalność, była przyczyną powstania odrębności kulturowej. Charakterystycznymi elementami kultury materialnej są stroje, hafty, ozdoby bursztynowe, kurpiowskie chaty, zdobienia w drewnie i rzeźba, wycinanki, kwiaty z krepiny oraz ozdobne palmy na Niedzielę Palmową. Elementy folkloru, w tym gwara kurpiowska, zachowały się do dziś.

## Kultura niematerialna
- Wypiek byśków i nowych latek Kurpiów Puszczy Zielonej wpisany został na krajową listę dziedzictwa niematerialnego w listopadzie 2020 roku. Jest to pieczywo obrzędowe wypiekane przed świętami Bożego Narodzenia i Trzech Króli, pełniące dawniej funkcję magiczną przy zaklinaniu obfitości i urodzaju[19].
- Wycinankarstwo kurpiowskie z Puszczy Zielonej wpisano na krajową listę dziedzictwa niematerialnego w marcu 2020 roku. Tradycje wycinankarskie Puszczy Zielonej sięgają XIX  wieku. Są to ozdoby wycinane z białego lub kolorowego papieru przy użyciu metalowych nożyc do strzyżenia owiec. Niegdyś wycinanki naklejano na ściany, lub w formie firanek na szyby okienne, obecnie naklejane na papier oprawiane są w ramę. Charakterystyczne dla wycinanki kurpiowskiej motywy to koguty, ptaszki, pawie, koniki i jeźdźcy na koniach, drzewka i zielka, leluje, gwiazdy oraz rzadziej spotykana wycinanka typu „las”, powstała w latach 40. XX wieku[19].

## Dialekt literacki
W 2009 r. prof. Jerzy Rubach opracował zasady pisowni zielonokurpiowskiego dialektu literackiego. Uwzględniają one występowanie w tym narzeczu głosek nieznanych językowi ogólnopolskiemu, które zapisywane są literami: ï, é (znane też w dawnej polszczyźnie), ë, å (staropolskie á). Ó oznacza w dalszym ciągu głoskę osobną od u. W dialekcie zielonokurpiowskim nie występuje natomiast litera i, wobec czego spółgłoski miękkie ć, ś, ń, ź, dź zapisywane są wyłącznie jako ć, ś, ń, ź, dź. W związku z mazurzeniem nie występuje również litera ż. Nowe zasady pisowni zostały bardzo szybko przyjęte przez Związek Kurpiów i są rozpowszechniane i utrwalane w kolejnych publikacjach po kurpiowsku i na temat dialektu kurpiowskiego.

## Współcześnie
Mówiąc o zachowaniu folkloru i kulturalnej odrębności Kurpiów, zazwyczaj ma się na myśli Kurpiów Zielonych. Kultywowaniem i zachowaniem kultury kurpiowskiej zajmuje się Związek Kurpiów oraz liczne organizacje pozarządowe.